# Stielaugenfliegen
Die Stielaugenfliegen (Diopsidae) sind eine Familie der Zweiflügler (Diptera). Sie werden zu den Fliegen (Brachycera) gezählt. Weltweit sind 13 Gattungen mit ca. 160 Arten bekannt, die vorwiegend in den tropischen und subtropischen Regionen Afrikas, Südamerikas und Indiens leben. Nur wenige Arten, alle aus der Gattung Sphyracephala, besiedeln die nördliche gemäßigte Zone: S. brevicornis und S. subbifasciata Nordamerika, S. babadjanidesi. Armenien, S. nigrimana das Amurgebiet und S. detrahens die Ryukyu-Inseln Südjapans. Seit 1997 ist mit S. europae auch eine Art aus Europa nachgewiesen.

## Merkmale
Das Hauptmerkmal der Stielaugenfliegen sind die namensgebenden Augen, die auf langen Stielen seitlich am Kopf sitzen; im Gegensatz zu Fliegen mit ähnlich ausgebildeten Augen aus anderen Familien tragen diese auch die Antennen. Die Augenstellung dient zur besseren räumlichen Wahrnehmung und zur Orientierung. Außerdem besitzen die Männchen zu Greiforganen ausgebildete Vorderbeine, die bei der Kopulation eingesetzt werden.

## Fortpflanzung
Gerald Wilkinson (Universität von Maryland) entdeckte, dass die männlichen Stielaugenfliegen mit kurzen Augenstielen bei der Paarung überwiegend weiblichen Nachwuchs produzieren. Wie sich kürzlich zeigte, tragen sie auf ihren X-Geschlechtschromosomen ein „selbstsüchtiges“ Gen, das durch Manipulation des Geschlechts der Nachkommen seine maximale Ausbreitung sichert. Es befindet sich neben der Erbanlage für die kurzen Augenstiele und wird daher mit ihr zusammen vererbt. Indem Weibchen Bewerber mit diesem Merkmal ablehnen, vermeiden sie so das betrügerische Gen.

## Fossile Belege
Fossile Vertreter dieser Familie sind äußerst selten und die wenigen Belege stammen bis auf eine Ausnahme ausschließlich aus Einschlüssen in eozänem Baltischem Bernstein. Ein im etwas jüngeren Simetit (Sizilianischer Bernstein) gefundener Zweiflügler, der ebenfalls dieser Familie angehören könnte, ist nicht eindeutig identifiziert.